# Ancilla sarda
Ancilla sarda is een slakkensoort uit de familie van de Ancillariidae. De wetenschappelijke naam van de soort is voor het eerst geldig gepubliceerd in 1864 door Reeve.